# Diplomacy - the responsibility to protect
Diplomacy - the responsibility to protect er en dansk dokumentarfilm fra 2008 med instruktion og manuskript af Rasmus Dinesen og Boris Benjamin Bertram.

## Handling
Den humanitære katastrofe i Sudans Darfur-region er trods stor international bevågenhed stadig omfattende og ødelæggende. Der er endnu ikke blevet indsat fredsbevarende styrker i området, og det koster hver måned op imod 7.000 menneskeliv. Fra FN's sikkerhedsråds hovedsæde i New York arbejdes der på højtryk for at få en resolution igennem, der skal sikre fred i Darfur-regionen. Men det er ikke så nemt, som man skulle tro. Det diplomatiske spil er kompliceret og langsommeligt, og der er mange lande, der skal være enige. Filmen giver et unikt blik bag kulisserne i FN's allerhelligste, og følger tre repræsentanter fra den danske FN-mission, heriblandt FN-ambassadør Ellen Margrethe Løj, i den nervepirrende måned, Danmark får lov at sidde med ved forhandlingsbordet med blandt andre generalsekretæren Kofi Annan.